# Philip C. Jessup International Law Moot Court Competition

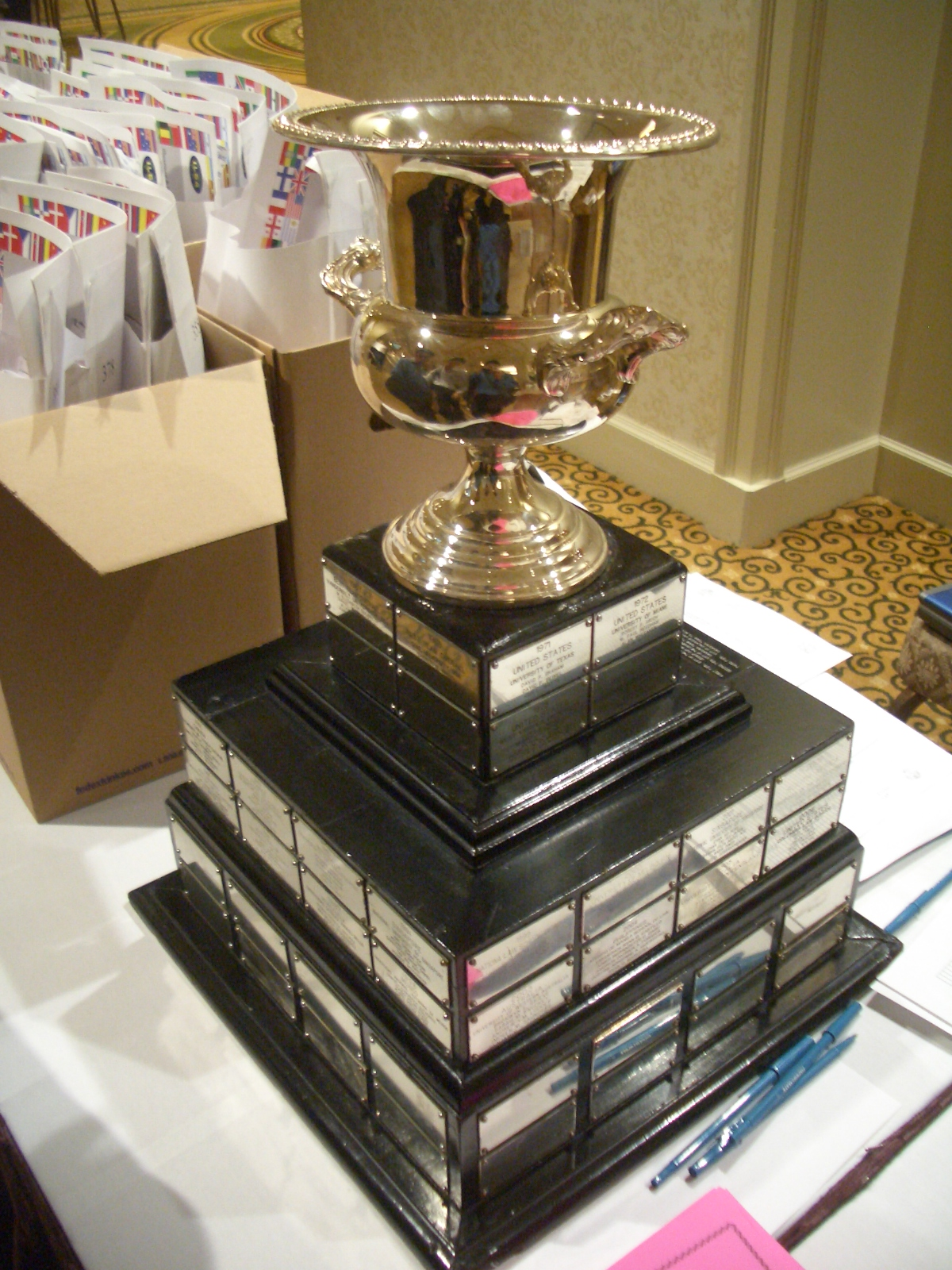
Der White & Case Jessup Cup

Die Philip C. Jessup International Law Moot Court Competition ist der renommierteste, älteste, und mit Teilnehmern aus über 94 Ländern und 645 Universitäten auch größte Moot Court der Welt. Die Teilnehmer simulieren einen fiktiven völkerrechtlichen Fall vor dem Internationalen Gerichtshof in Den Haag. Er begann im Jahr 1960 als interner Moot Court an der Harvard University und wird seit seiner Öffnung für weitere Teams jährlich von der International Law Students Association (ILSA) in Washington, D.C. ausgerichtet. In Deutschland findet jährlich an wechselnden Universitäten ein Vorentscheid zur Auswahl der deutschen Vertreter statt.  Benannt ist er nach Philip Jessup, einem ehemaligen Richter am Internationalen Gerichtshof in Den Haag.

## Veranstaltungsort
Der Moot Court wird jedes Jahr in Washington, D.C. abgehalten, üblicherweise in der letzten Märzwoche. Das Datum wurde gewählt, damit der Wettbewerb mit dem Jahrestreffen der American Society of International Law zusammenfällt.
Der Veranstaltungsort für die deutschen Vorausscheide wechselt seit 2016 jährlich zwischen den teilnehmenden Universitäten. Zuvor war Austragungsort jeweils die Universität des Vorjahressiegers.
| Jahr | Ausrichter der deutschen Vorentscheide                                                        |
| ---- | --------------------------------------------------------------------------------------------- |
| 2025 | Universität Leipzig                                                                           |
| 2024 | Universität Münster                                                                           |
| 2023 | Hertie School, Berlin                                                                         |
| 2022 | Ruprecht-Karls-Universität Heidelberg                                                         |
| 2021 | Friedrich-Alexander-Universität Erlangen-Nürnberg                                             |
| 2020 | Georg-August-Universität Göttingen                                                            |
| 2019 | Universität Hamburg, Bucerius Law School                                                      |
| 2018 | Christian-Albrechts-Universität zu Kiel, Walther-Schücking-Institut für Internationales Recht |
| 2017 | Universität Passau                                                                            |
| 2016 | Ludwig-Maximilians-Universität München, Universität der Bundeswehr München                    |
| 2015 | Ruprecht-Karls-Universität Heidelberg                                                         |
| 2014 | Universität Trier                                                                             |
| 2013 | Ruprecht-Karls-Universität Heidelberg                                                         |
| 2012 | Ruhr-Universität Bochum                                                                       |
| 2011 | Friedrich-Schiller-Universität Jena                                                           |
| 2010 | Freie Universität Berlin                                                                      |
| 2009 | Westfälische Wilhelms-Universität Münster                                                     |
| 2008 | Georg-August-Universität Göttingen                                                            |
| 2007 | Ruprecht-Karls-Universität Heidelberg                                                         |
| 2006 | Eberhard-Karls-Universität Tübingen                                                           |
| 2005 | Europa-Universität Viadrina, Frankfurt (Oder)                                                 |
| 2004 | Humboldt-Universität zu Berlin                                                                |
| 2003 | Friedrich-Schiller-Universität Jena                                                           |
| 2002 | Universität Augsburg                                                                          |
| 2001 | Ruprecht-Karls-Universität Heidelberg                                                         |
| 2000 | Humboldt-Universität zu Berlin                                                                |
| 1999 | Weimar                                                                                        |

## Ablauf

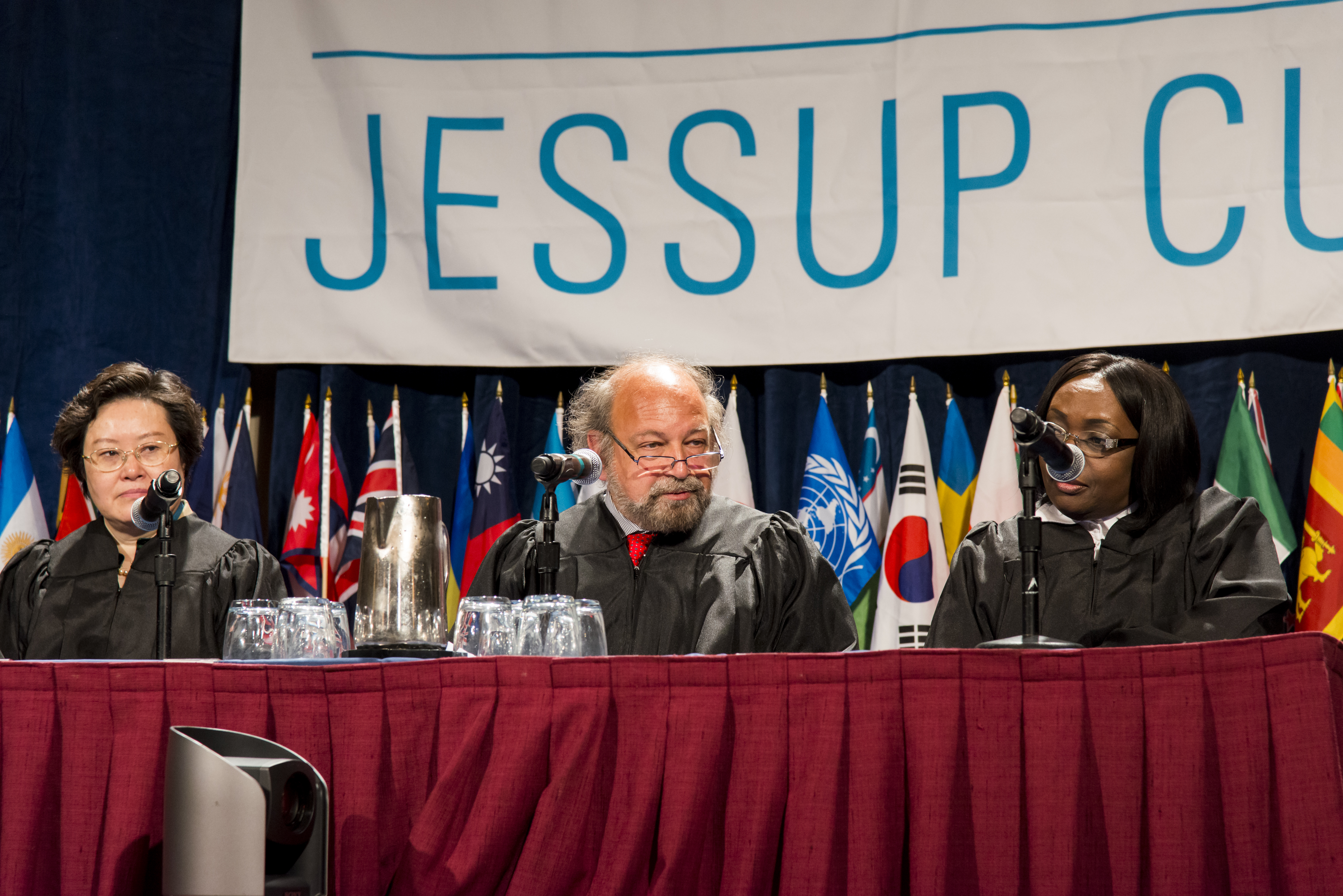
Die Richter am IGH Xue Hanqin, Ronny Abraham und Julia Sebutinde während des Wettbewerbs (2013)

Beim Philip C. Jessup International Law Moot Court verhandeln die Studenten in englischer Sprache einen fiktiven völkerrechtlichen Fall wie vor dem Internationalen Gerichtshof. Jedes Team besteht üblicherweise aus fünf Studenten, die sowohl für die Klägerseite als auch für die Beklagtenseite Plädoyers ausarbeiten. Zudem muss ein schriftliches „Memorial“ für jede der beiden Parteien eingereicht werden.
Der Aufbau des Teams ist freigestellt. Häufig sind aber der Kläger- und der Beklagtenseite jeweils zwei Teammitglieder fix zugewiesen, während das fünfte Mitglied für Recherche oder als Ersatzredner eingesetzt wird. Zudem umfassen die meisten Teams auch Betreuer, die während der einjährigen Vorbereitungsphase auf den Moot Court das Team beraten und trainieren. Diese Betreuer sind meist Völkerrechtsdozenten der jeweiligen Universität und/oder ehemalige Jessup-Teilnehmer.
In den meisten Ländern werden nationale Vorrunden abgehalten, in denen bereits im Vorfeld das beste Team für den internationalen Wettbewerb in Washington D. C. ausgewählt wird. Jedoch ist es auch möglich, dass mehrere Teams eines Landes auf internationaler Ebene antreten. Das mit Abstand größte Teilnehmerland sind die Vereinigten Staaten, in denen jedes Jahr circa 150 Law Schools Teams für den Moot Court aufstellen, die sich anschließend in hart umkämpften regionalen Vorentscheidungen für den internationalen Wettbewerb qualifizieren möchten.
Von den teilnehmenden Studenten wird erwartet, dass sie über umfassende völkerrechtliche Kenntnisse verfügen und sowohl mit den einschlägigen Urteilen des Internationalen Gerichtshofs, des Internationalen Strafgerichtshofs für Ruanda, des Internationalen Strafgerichtshofs für das ehemalige Jugoslawien und anderer Internationaler Tribunale, als auch mit den Werken führender Völkerrechtler bekannt sind.
Während der internationalen Runden in Washington D.C. finden zunächst drei Tage lang vorbereitende Moot Courts statt, nach denen die Teams mit den höchsten Punktzahlen in das Achtelfinale, Viertelfinale, Halbfinale und dann das Finale einziehen dürfen. In diesen Runden übernehmen häufig Richter am Internationalen Gerichtshof die Rolle der Richter.

## Preisträger
| Jahr | Erster Preisträger                                     | Zweiter Preisträger                                  |
| ---- | ------------------------------------------------------ | ---------------------------------------------------- |
| 2025 | Singapore Management University (Singapur)             | National University of Kyiv-Mohyla Academy (Ukraine) |
| 2024 | University of the Philippines (Philippinen)            | Universidad Torcuato Di Tella (Argentinien)          |
| 2023 | Universiteit van Amsterdam (Niederlande)               | Beijing University (China)                           |
| 2022 | Harvard University (USA)                               | Singapore Management University (Singapur)           |
| 2021 | University of Sydney (Australien)                      | National University of Singapore (Singapur)          |
| 2020 | -                                                      | -                                                    |
| 2019 | Eötvös Loránd University (Ungarn)                      | Columbia Law School (USA)                            |
| 2018 | University of Queensland (Australien)                  | National Law School of India University (Indien)     |
| 2017 | University of Sydney (Australien)                      | Norman Manley Law School (Jamaica)                   |
| 2016 | Universidad de Buenos Aires (Argentinien)              | University of Pennsylvania (USA)                     |
| 2015 | University of Sydney (Australien)                      | Pontificia Universidad Catolica de Chile (Chile)     |
| 2014 | University of Queensland (Australien)                  | Singapore Management University (Singapur)           |
| 2013 | National Law School of India University (Indien)       | Singapore Management University (Singapur)           |
| 2012 | Lomonossow-Universität (Russland)                      | Columbia University (USA)                            |
| 2011 | University of Sydney (Australien)                      | Columbia University (USA)                            |
| 2010 | Australian National University (Australien)            | Columbia University (USA)                            |
| 2009 | Universidad de los Andes (Kolumbien)                   | University College London (Vereinigtes Königreich)   |
| 2008 | Case Western Reserve University (USA)                  | University of New South Wales (Australien)           |
| 2007 | University of Sydney (Australien)                      | King’s College London (Vereinigtes Königreich)       |
| 2006 | Columbia University (USA)                              | Universidad Católica Andrés Bello (Venezuela)        |
| 2005 | University of Queensland (Australien)                  | International Islamic University Malaysia            |
| 2004 | Ateneo de Manila University (Philippinen)              | National University of Singapore (Singapur)          |
| 2003 | University of Western Australia (Australien)           | Staatliche Universität Mari (Russland)               |
| 2002 | University of the Witwatersrand (Südafrika)            | University of Western Australia (Australien)         |
| 2001 | National University of Singapore (Singapur)            | Universidad Católica Andrés Bello (Venezuela)        |
| 2000 | University of Melbourne (Australien)                   | Universidad Católica Andrés Bello (Venezuela)        |
| 1999 | National Law School of India University (Indien)       | University of Pretoria (Südafrika)                   |
| 1998 | Universidad Nacional Autónoma de México (Mexiko)       | Australian National University (Australien)          |
| 1997 | Universidad Católica Andrés Bello (Venezuela)          | University of Calgary (Kanada)                       |
| 1996 | University of Sydney (Australien)                      | National University of Singapore (Singapur)          |
| 1995 | University of the Philippines (Philippinen)            | University of Western Australia (Australien)         |
| 1994 | National University of Singapore (Singapur)            | University of Melbourne (Australien)                 |
| 1993 | University of Melbourne (Australien)                   | University of Hawaii (USA)                           |
| 1992 | Universität Paris I (Frankreich)                       | National University of Singapore (Singapur)          |
| 1991 | University of Saskatchewan (Kanada)                    | University of Georgia (USA)                          |
| 1990 | University of Georgia (USA)                            | University of Toronto (Kanada)                       |
| 1989 | University of British Columbia (Kanada)                | University of Melbourne (Australien)                 |
| 1988 | University of Melbourne (Australien)                   | National University of Singapore (Singapur)          |
| 1987 | Georgetown University (USA)                            | Katholieke Universiteit Leuven (Belgien)             |
| 1986 | Boston College (USA)                                   | National University of Singapore (Singapur)          |
| 1985 | National University of Singapore (Singapur)            | Southwestern University (USA)                        |
| 1984 | Dalhousie University (Kanada)                          | South Texas College of Law (USA)                     |
| 1983 | University of Kansas (USA)                             | National University of Singapore (Singapur)          |
| 1982 | National University of Singapore (Singapur)            | University of the Pacific (USA)                      |
| 1981 | Australian National University (Australien)            | University of the Pacific (USA)                      |
| 1980 | Georgetown University (USA)                            | National University of Singapore (Singapur)          |
| 1979 | Northwestern University (USA)                          | University of Adelaide (Australien)                  |
| 1978 | Brooklyn Law School (USA)                              | University of Toronto (Kanada)                       |
| 1977 | University of Kansas (USA)                             | University of Toronto (Kanada)                       |
| 1976 | University of Toronto (Kanada)                         | American University (USA)                            |
| 1975 | Cambridge University (Vereinigtes Königreich)          | Georgetown University (USA)                          |
| 1974 | University of Texas (USA)                              | Universität Addis Abeba (Äthiopien)                  |
| 1973 | West Virginia University (USA)                         | Brunel University (Vereinigtes Königreich)           |
| 1972 | University of Miami (USA)                              | Universität Addis Abeba (Äthiopien)                  |
| 1971 | University of Texas (USA)                              | University of California (USA)                       |
| 1970 | University of Miami (USA)                              | University of Kentucky (USA)                         |
| 1969 | Rutgers University (USA); University of Michigan (USA) | --                                                   |
| 1968 | Duke University (USA)                                  | University of Miami (USA)                            |
| 1967 | Vanderbilt University (USA)                            | Harvard University (USA)                             |
| 1966 | University of Texas (USA)                              | University of Wisconsin–Madison (USA)                |
| 1965 | Columbia University (USA)                              | University of Virginia (USA)                         |
| 1964 | University of Texas (USA)                              | --                                                   |
| 1963 | Columbia University (USA)                              | University of North Carolina (USA)                   |

- Rekordsieger (6×): University of Sydney (Australien)[17]
- Rekordfinalist (12×): National University of Singapore (Singapur)

## Deutsche Vertreter
| Jahr | Sieger der National Rounds                | Runner-Up                                 | Drittplatzierte                        | Best Memorial                             | Best Oralist                                              | Runner-Up Best Oralist                                                                    |
| ---- | ----------------------------------------- | ----------------------------------------- | -------------------------------------- | ----------------------------------------- | --------------------------------------------------------- | ----------------------------------------------------------------------------------------- |
| 2025 | Ruprecht-Karls-Universität Heidelberg     | Hertie School of Governance               | Bucerius Law School                    | Ruprecht-Karls-Universität Heidelberg     | Ella Vera Mannsbart (Hertie School of Governance)         | Liv Nele Zinner (Ludwig-Maximilians-Universität München)                                  |
| 2024 | Humboldt Universität zu Berlin            | Hertie School of Governance               | Freie Universität Berlin               | Universität Leipzig                       | Oscar Pearce (Freie Universität Berlin)                   | Chiara Miśkowiec (Ruprecht-Karls-Universität Heidelberg)                                  |
| 2023 | Bucerius Law School                       | Humboldt-Universität Berlin               | Ruprecht-Karls-Universität Heidelberg  | Georg-August-Universität Göttingen        | Judith Scherer (Humboldt-Universität Berlin)              | Lina Tölle (Bucerius Law School)                                                          |
| 2022 | Hertie School of Governance               | Westfälische Wilhelms-Universität Münster | Bucerius Law School                    | Hertie School of Governance               | Dario Planert (Freie Universität Berlin)                  | Chiara Rimkus (Humboldt-Universität Berlin), Juri Wiedemann (Hertie School of Governance) |
| 2021 | Hertie School of Governance               | Humboldt-Universität Berlin               | Georg-August-Universität Göttingen     | Westfälische Wilhelms-Universität Münster | Svenja Kantelhardt (Bucerius Law School)                  | Michel Schütt (Georg-August-Universität Göttingen)                                        |
| 2020 | Bucerius Law School                       | Hertie School of Governance               | Albert-Ludwigs-Universität Freiburg    | Ludwig-Maximilians-Universität München    | Thomas Dörtgöz (Bucerius Law School)                      | Jakob Wagner-Douglas (Georg-August-Universität Göttingen)                                 |
| 2019 | Hertie School of Governance               | Universität Hamburg                       | Ludwig-Maximilians-Universität München | Albert-Ludwigs-Universität Freiburg       | Abe Chauhan (Ludwig-Maximilians-Universität München)      |                                                                                           |
| 2018 | Ludwig-Maximilians-Universität München    | Hertie School of Governance               | Universität Passau                     | Hertie School of Governance               | Edith Eike (Georg-August-Universität Göttingen)           |                                                                                           |
| 2017 | Humboldt-Universität zu Berlin            | Universität Hamburg                       | Ruprecht-Karls-Universität Heidelberg  | Ludwig-Maximilians-Universität München    | Sebastian von Massow (Universität Hamburg)                |                                                                                           |
| 2016 | Bucerius Law School                       | Ludwig-Maximilians-Universität München    | Ruhr-Universität Bochum                | Humboldt-Universität zu Berlin            | Alexander Wagner (Bucerius Law School)                    |                                                                                           |
| 2015 | Humboldt-Universität zu Berlin            | Ludwig-Maximilians-Universität München    | Universität Hamburg                    | Bucerius Law School                       | Michael Strecker (Ludwig-Maximilians-Universität München) |                                                                                           |
| 2014 | Ruprecht-Karls-Universität Heidelberg     | Albert-Ludwigs-Universität Freiburg       | --                                     | Friedrich-Schiller-Universität Jena       | Maria Monnheimer (Ruprecht-Karls-Universität Heidelberg)  |                                                                                           |
| 2013 | Friedrich-Schiller-Universität Jena       | Humboldt-Universität zu Berlin            | Ruhr-Universität Bochum                | Humboldt-Universität zu Berlin            |                                                           |                                                                                           |
| 2012 | Friedrich-Schiller-Universität Jena       | Ruprecht-Karls-Universität Heidelberg     | --*                                    |                                           |                                                           |                                                                                           |
| 2011 | Ruhr-Universität Bochum                   | Friedrich-Schiller-Universität Jena       | --                                     |                                           |                                                           |                                                                                           |
| 2010 | Friedrich-Schiller-Universität Jena       | Ruprecht-Karls-Universität Heidelberg     | --                                     |                                           |                                                           |                                                                                           |
| 2009 | Westfälische Wilhelms-Universität Münster | Ruprecht-Karls-Universität Heidelberg     | --                                     |                                           |                                                           |                                                                                           |
| 2008 | Freie Universität Berlin                  | Westfälische Wilhelms-Universität Münster | --                                     |                                           |                                                           |                                                                                           |
| 2007 | Eberhard Karls Universität Tübingen       | Ruprecht-Karls-Universität Heidelberg     | --                                     |                                           |                                                           |                                                                                           |
| 2006 | Ruprecht-Karls-Universität Heidelberg     | Friedrich-Schiller-Universität Jena       | --                                     |                                           |                                                           |                                                                                           |
| 2005 | Eberhard Karls Universität Tübingen       | Friedrich-Schiller-Universität Jena       | --                                     |                                           |                                                           |                                                                                           |
| 2004 | Friedrich-Schiller-Universität Jena       | Humboldt-Universität zu Berlin            | --                                     |                                           |                                                           |                                                                                           |
| 2003 | Humboldt-Universität zu Berlin            | Friedrich-Schiller-Universität Jena       | --                                     |                                           |                                                           |                                                                                           |
| 2002 | Friedrich-Schiller-Universität Jena       | --*                                       | --                                     |                                           |                                                           |                                                                                           |
| 2001 | Ruprecht-Karls-Universität Heidelberg     | --                                        | --                                     |                                           |                                                           |                                                                                           |
| 2000 | Ruprecht-Karls-Universität Heidelberg     | --                                        | --                                     |                                           |                                                           |                                                                                           |
| 1999 | Humboldt-Universität zu Berlin            | --                                        | --                                     |                                           |                                                           |                                                                                           |
| 1998 | Humboldt-Universität zu Berlin            | --                                        | --                                     |                                           |                                                           |                                                                                           |
| 1997 | Ruprecht-Karls-Universität Heidelberg     | --                                        | --                                     |                                           |                                                           |                                                                                           |
| 1996 | Christian-Albrechts-Universität Kiel      | --                                        | --                                     |                                           |                                                           |                                                                                           |
| 1995 | Christian-Albrechts-Universität Kiel      | --                                        | --                                     |                                           |                                                           |                                                                                           |
| 1994 | Christian-Albrechts-Universität Kiel      | --                                        | --                                     |                                           |                                                           |                                                                                           |
| 1993 | Christian-Albrechts-Universität Kiel      | --                                        | --                                     |                                           |                                                           |                                                                                           |
| 1992 | Christian-Albrechts-Universität Kiel      | --                                        | --                                     |                                           |                                                           |                                                                                           |
| 1991 | Christian-Albrechts-Universität Kiel      | --                                        | --                                     |                                           |                                                           |                                                                                           |
| 1990 | Christian-Albrechts-Universität Kiel      | --                                        | --                                     |                                           |                                                           |                                                                                           |
| 1989 | Christian-Albrechts-Universität Kiel      | --                                        | --                                     |                                           |                                                           |                                                                                           |

* Bis einschließlich 2002 qualifizierte sich nur der Sieger für die Endrunde in Washington.
2013 nahm erstmals ein drittes Team an der Endrunde in Washington D.C. teil.